# Esox niger
Il luccio nordamericano (Esox niger Lesueur, 1818) è un pesce di acqua dolce appartenente alla famiglia Esocidae.

## Descrizione
Presenta un corpo molto allungato e idrodinamico, con lunghe mascelle robuste e mandibola sporgente. La pinna anale e la dorsale sono alte e arretrate, opposte e simmetriche, vicine al peduncolo caudale. La pinna caudale è robusta e bilobata. La livrea vede un colore di fondo verdastro con riflessi metallici giallo oro, con fini screziature verde brune. Sull'occhio due linee nere si intersecano a perpendicolo.

Raggiunge una lunghezza massima di 99 cm, ma la taglia più comune è di 42 cm. Può vivere fino a nove anni e raggiungere un peso di 4,3 kg.

## Biologia

### Alimentazione
È un predatore di altri pesci, caccia restando immobile fra le piante acquatiche in attesa che la preda si avvicini, in assenza di prede consone non disdegna rane, piccoli mammiferi, giovani uccelli acquatici e il cannibalismo.

### Riproduzione
E. niger è oviparo. Le larve si nascondono tra la vegetazione sommersa, al riparo da possibili predatori.

### Predatori
È preda abituale delle lamprede Ichthyomyzon castaneus e Petromyzon marinus.

## Distribuzione e habitat
Questo pesce è diffuso in continente nordamericano, nel bacino idrografico del Mississippi. È inoltre stato introdotto in Canada (Nuova Scozia), nei laghi Ontario ed Eire. Abita acque calme, ricche di vegetazione, di laghi, paludi, stagni e fiumi, ma in inverno gli adulti migrano verso acque più profonde, prive di vegetazione. Gli esemplari giovanili tendono a nascondersi vicino alle rive o in buche nel fondale fangoso.